# Avalon (chanson de Roxy Music)
Pour les articles homonymes, voir Avalon (homonymie).
Singles de Roxy Music
Take a Chance With Me
(Septembre 1982)
Avalon est une chanson du groupe Roxy Music, sortie en single en juin 1982, et la pièce-titre de l'album Avalon sorti le mois précédent.

## Historique
Les chœurs distinctifs de la chanson ont été interprétés par la chanteuse haïtienne Yanick Étienne, que Bryan Ferry a rencontrée lors de l'enregistrement de l'album. Il l'a entendue dans le studio adjacent et l'a invitée à contribuer aux chœurs de la chanson.
De style glam rock, elle a atteint la 12e place en Angleterre, n°5 en Belgique et n°3 aux Pays-Bas.

## Clip
Le clip vidéo de la chanson a été réalisé par Ridley Scott et met en scène l'actrice anglaise Sophie Ward, fille de l'acteur Simon Ward. Il a été filmé dans la maison de campagne de Mentmore Towers.

## Musiciens
- Bryan Ferry – chant, claviers
- Andy Mackay – saxophone
- Phil Manzanera – guitare
- Neil Hubbard – guitare
- Alan Spenner – basse
- Andy Newmark – batterie
- Jimmy Maelen – percussions
- Fonzi Thornton – chœurs
- Yanick Etienne – chœurs[6]

## Reprises
En 2021, Peter Frampton reprend la chanson sur son album Frampton Forgets The Words.